# سام لیویت
ساموئل لیویت (انگلیسی: Samuel Leavitt زاده ۶ فوریهٔ ۱۹۰۴ - درگذشته ۲۱ مارس ۱۹۸۴) فیلمبردار آمریکایی سینمای هالیوود بود که برنده جایزه اسکار بهترین فیلمبرداری سال ۱۹۵۸ شد.

## بخشی از فیلمشناسی
- ستاره‌ای متولد شده است (۱۹۵۴)
- کارمن جونز (۱۹۵۴)
- مرد بازو طلایی (۱۹۵۵)
- دادگاه نظامی بیلی میچل (۱۹۵۵)
- ستیزه‌جویان (۱۹۵۸)
- تشریح یک قتل (۱۹۵۹)
- خروج (فیلم ۱۹۶۰) (۱۹۶۰)
- تنگه وحشت (فیلم ۱۹۶۲) (۱۹۶۲)
- حدس بزن چه کسی برای شام می‌آید (۱۹۶۷)
- ازجان‌گذشتگان (فیلم ۱۹۶۹) (۱۹۶۹)